# 维克 (北部省)
维克（法語：Vicq，法語發音：[vik]）是法国上法蘭西大區北部省的一个市镇，属于瓦朗谢讷区。

## 地理
维克（50°24'31"N, 3°36'18"E）面积3.92 平方千米，位于法国上法蘭西大區北部省，该省份为法国最北部的省份及最长的省份，西北濒北海，西接加来海峡省，南至埃纳省和索姆省，东与比利时接壤。
与维克接壤的市镇（或旧市镇、城区）包括：卡鲁布勒、埃斯科河畔弗雷讷、奥南。

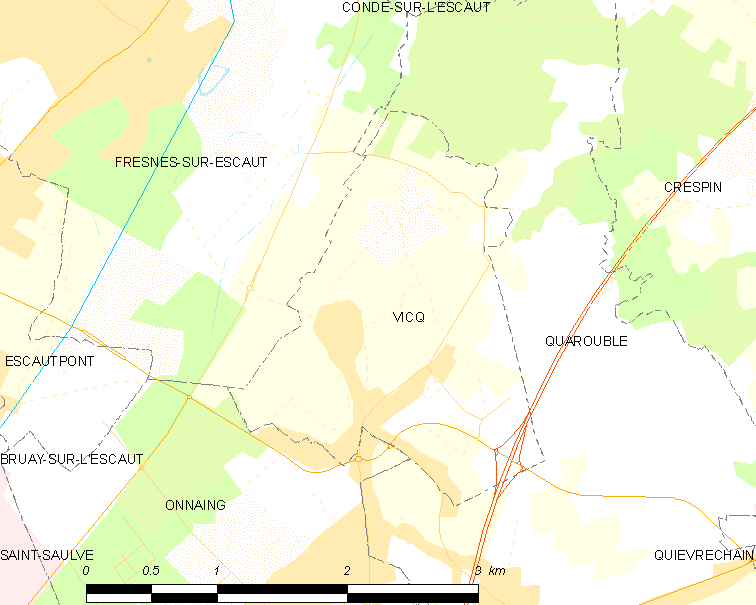
的OSM定位图

维克的时区为UTC+01:00、UTC+02:00（夏令时）。

## 行政
维克的邮政编码为59970，INSEE市镇编码为59613。

## 政治
维克所属的省级选区为马尔利县。

## 人口

1962-2008年间人口变化图示

维克于2022年1月1日时的人口数量为1472人。